# Bắn cung tại Đại hội Thể thao Đông Nam Á 2019
Bắn cung là một trong những môn thể thao được tranh tài tại Đại hội Thể thao Đông Nam Á 2019 ở Philippines, tổ chức từ ngày 5 đến 9 tháng 12 năm 2019 tại khu thi đấu Clark Parade Grounds ở Mabalacat, Philippines.

## Bảng tổng sắp huy chương
| Hạng               | Đoàn               | Vàng | Bạc | Đồng | Tổng số |
| ------------------ | ------------------ | ---- | --- | ---- | ------- |
| 1                  | Việt Nam (VIE)     | 3    | 2   | 1    | 6       |
| 2                  | Thái Lan (THA)     | 3    | 1   | 2    | 6       |
| 3                  | Indonesia (INA)    | 2    | 2   | 4    | 8       |
| 4                  | Malaysia (MAS)     | 1    | 2   | 1    | 4       |
| 5                  | Philippines (PHI)  | 1    | 0   | 0    | 1       |
| 6                  | Myanmar (MYA)      | 0    | 3   | 2    | 5       |
| Tổng số (6 đơn vị) | Tổng số (6 đơn vị) | 10   | 10  | 10   | 30      |

## Danh sách huy chương

### Cung một dây
| Nội dung         | Vàng                                                             | Bạc                                                                           | Đồng                                                                  |
| ---------------- | ---------------------------------------------------------------- | ----------------------------------------------------------------------------- | --------------------------------------------------------------------- |
| Cá nhân nam      | Hendra Purnama · Indonesia                                       | Htike Lin Oo · Myanmar                                                        | Riau Ega Agatha · Indonesia                                           |
| Cá nhân nữ       | Lộc Thị Đào · Việt Nam                                           | Pyae Sone Hnin · Myanmar                                                      | Thidar Nwe · Myanmar                                                  |
| Đồng đội nam     | Indonesia · Riau Ega Agatha · Hendra Purnama · Arif Dwi Pangestu | Malaysia · Khairul Anuar Mohamad · Haziq Kamaruddin · Zarif Syahiir Zolkepeli | Thái Lan · Witthaya Thamwong · Denchai Thepna · Tanapat Pathairat     |
| Đồng đội nữ      | Việt Nam · Lộc Thị Đào · Đỗ Thị Ánh Nguyệt · Nguyễn Thị Phương   | Myanmar · Thidar Nwe · Pyae Sone Hnin · Yamin Thu                             | Indonesia · Diananda Choirunisa · Linda Lestari · Titik Kusumawardani |
| Đồng đội hỗn hợp | Việt Nam · Nguyễn Hoàng Phi Vũ · Lộc Thị Đào                     | Indonesia · Riau Ega Agatha · Diananda Choirunisa                             | Malaysia · Khairul Anuar Mohamad · Nur Afisa Abdul Halil              |

### Cung tam dây
| Nội dung         | Vàng                                                                                 | Bạc                                                                        | Đồng                                                                                 |
| ---------------- | ------------------------------------------------------------------------------------ | -------------------------------------------------------------------------- | ------------------------------------------------------------------------------------ |
| Cá nhân nam      | Nitiphum Chatachot · Thái Lan                                                        | Sirapop Chainak · Thái Lan                                                 | Yoke Rizaldi Akbar · Indonesia                                                       |
| Cá nhân nữ       | Kanoknapus Kaewchomphu · Thái Lan                                                    | Fatin Nurfatehah Mat Salleh · Malaysia                                     | Hlang Su Su · Myanmar                                                                |
| Đồng đội nam     | Malaysia · Mohd Juwaidi Mazuki · Zulfadhli Ruslan · Khambeswaran Mohanaraja          | Việt Nam · Nguyễn Văn Đầy · Thạch Phi Hùng · Nguyễn Tiến Cương             | Thái Lan · Nitiphum Chatachot · Sirapop Chainak · Dhansarit Itsarangkun Na Ayutthaya |
| Đồng đội nữ      | Thái Lan · Kanyavee Maneesombatkul · Kanoknapus Kaewchomphu · Kodchaporn Pratumsuwan | Indonesia · Triya Resky Andriyani · Yurike Nina Bonita Pereira · Sri Ranti | Việt Nam · Châu Kiều Oanh · Lê Phương Thảo · Nguyễn Tường Vi                         |
| Đồng đội hỗn hợp | Philippines · Paul Marton de la Cruz · Rachelle Anne de la Cruz                      | Việt Nam · Nguyễn Văn Đầy · Châu Kiều Oanh                                 | Indonesia · Prima Wisnu Wardhana · Sri Ranti                                         |